# Grotte d'Ilsen
 (mars 2025).
 (mars 2025).
La mise en forme du texte ne suit pas les recommandations de Wikipédia : il faut le « wikifier ».
Les points d'amélioration suivants sont les cas les plus fréquents. Le détail des points à revoir est peut-être précisé sur la page de discussion.
- Les titres sont pré-formatés par le logiciel. Ils ne sont ni en capitales, ni en gras.
- Le texte ne doit pas être écrit en capitales (les noms de famille non plus), ni en gras, ni en italique, ni en « petit »…
- Le gras n'est utilisé que pour surligner le titre de l'article dans l'introduction, une seule fois.
- L'italique est rarement utilisé : mots en langue étrangère, titres d'œuvres, noms de bateaux, etc.
- Les citations ne sont pas en italique mais en corps de texte normal. Elles sont entourées par des guillemets français : « et ».
- Les listes à puces sont à éviter, des paragraphes rédigés étant largement préférés. Les tableaux sont à réserver à la présentation de données structurées (résultats, etc.).
- Les appels de note de bas de page (petits chiffres en exposant, introduits par l'outil «  Source ») sont à placer entre la fin de phrase et le point final[comme ça].
- Les liens internes (vers d'autres articles de Wikipédia) sont à choisir avec parcimonie. Créez des liens vers des articles approfondissant le sujet. Les termes génériques sans rapport avec le sujet sont à éviter, ainsi que les répétitions de liens vers un même terme.
- Les liens externes sont à placer uniquement dans une section « Liens externes », à la fin de l'article. Ces liens sont à choisir avec parcimonie suivant les règles définies. Si un lien sert de source à l'article, son insertion dans le texte est à faire par les notes de bas de page.
- La présentation des références doit suivre les conventions bibliographiques. Il est recommandé d'utiliser les modèles {{Ouvrage}}, {{Chapitre}}, {{Article}}, {{Lien web}} et/ou {{Bibliographie}}. Le mode d'édition visuel peut mettre en forme automatiquement les références.
- Insérer une infobox (cadre d'informations à droite) n'est pas obligatoire pour parachever la mise en page.

Pour une aide détaillée, merci de consulter Aide:Wikification.
Si vous pensez que ces points ont été résolus, vous pouvez retirer ce bandeau et améliorer la mise en forme d'un autre article.
La grotte d'Ilsenhöhle (littéralement grotte d’Élisabeth ou grotte de Lisa) se situe en bas du château de Ranis de la ville éponyme en Thuringe - Allemagne. Des fouilles archéologiques, menées de 2016 à 2022, ont mis au jour des restes d'homo sapiens datés d’il y a 45 000 ans.

## Emplacement
La grotte d'Ilsen est située dans la haute vallée de l'Orla_(Saale). Devant la grotte se trouve un paysage plat. Des récifs bordent le côté sud-est de la vallée, qui s'étend entre l'affleurement de Zechstein et le grès de Bunter en direction sud-ouest jusqu'à la vallée de la Saale jusqu'à Saalfeld/Saale. La vallée représente apparemment un ancien cours de la Saale, qui menait de Saalfeld à Pößneck et de là en direction du nord-ouest à travers le paysage de grès rouge jusqu'à l'actuelle vallée de la Saale près d'Orlamünde. La dernière partie de la vallée est aujourd'hui utilisée par l'Orla.
Le récif porte le château de Ranis (mentionné pour la première fois en 1084). A côté du fossé qui traverse le récif, la grotte s'ouvre sur le flanc sud-est, avec un parvis en terrasse bordé de falaises, de 20 m sur 30 m, à environ 40 m au-dessus des environs. Le récif atteint une hauteur d'environ 400 m au-dessus du niveau de la mer et s'élève à plus de 60 m au-dessus de la zone environnante.
La grotte est constituée d'un vestibule d'environ 10 à 15 m de large et d'au moins 8 à 10 m de haut, dont la voûte en forme d'abri a été reculée par effondrement. La grotte continue dans la dolomie récifale en deux cavités en forme de crevasse, chacune de plus de 10 m de long (grotte nord et sud). Les deux commencent à environ 3 m de large mais diminuent rapidement jusqu'à moins de 1 m de large.
Après des recherches préliminaires dans les années 1926-1931, des fouilles archéologiques ont eu lieu de 1932 à 1938. Des parties du parvis, du vestibule et des colonnes ont été examinées. Trois sondages, mesurant chacun 4 m sur 4 m, ont été réalisés sur la partie extérieure du parvis. Au total, 250 m² de la grotte et de l'avant-cour ont été fouillés – sans compter les sondages. Les recherches préliminaires ont été menées par Dietrich von Breitenbuch de Ranis, et les fouilles ultérieures ont été menées par l'Institut d'État de préhistoire de Halle.

## Géologie

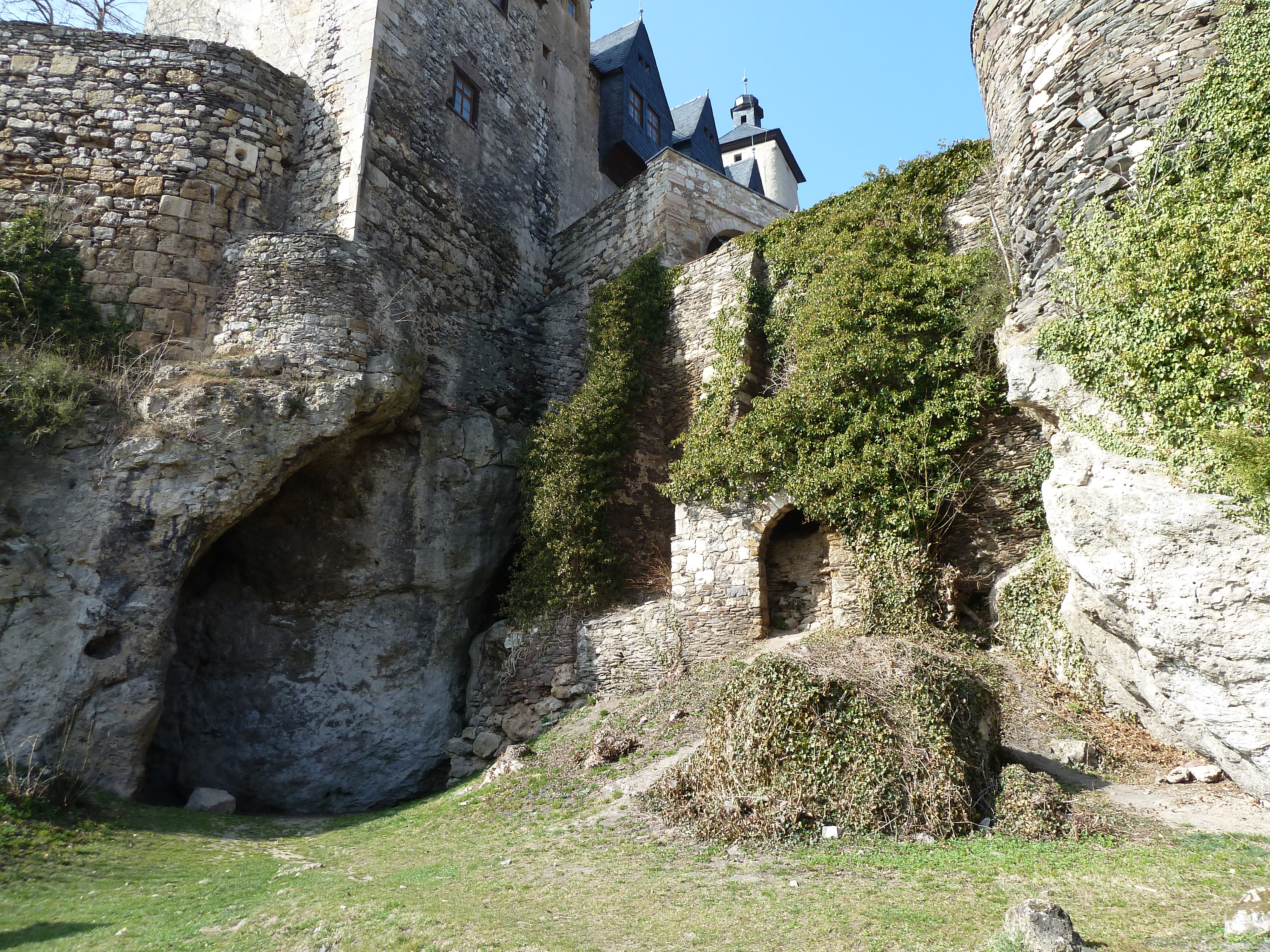
Zone du vestibule Sur le bord droit de l’image se trouve la zone de base de la voûte effondrée.

Comme de nombreuses autres grottes dans les récifs de bryozoaires de l'affleurement du Zechstein, la grotte d'Ilsen provient de cavernes créées dans de la dolomie récifale, qui ont été remplies de sables récifaux légèrement cuits et ont été vidées par des processus d'altération et d'érosion. L'altération supplémentaire de la dolomie a conduit à l'expansion des cavités, la formation de fractures verticales jouant également un rôle. Au cours des 120 000 dernières années, les cavités de la grotte d'Ilsen ont été remplies de sédiments et de débris de fractures dues au gel ou à l'altération par le gel. Selon les découvertes des années 1930, l'épais remplissage sédimentaire présente la structure suivante :
• Couche XI. La couche brune inférieure, épaisse jusqu'à 1 m, repose sur de la dolomie altérée. Il est constitué d'un loam argilo-sableux et ne contient que quelques morceaux de gravats, seulement occasionnellement des blocs tombés. Les parties sableuses sont dues aux sables dolomitiques du récif ou à la désintégration de la dolomie du récif.

•  Couche X.  Au-dessus se trouve la couche dite grise (jusqu'à 0,3 m d'épaisseur), un loam fortement sableux à sableux limoneux, de couleur grise en raison de la teneur en humus, qui ne contient pratiquement pas de débris rocheux. Il est en partie parsemé de cendres d'os.

• Couche IX. Vient ensuite la couche brune moyenne, également épaisse en moyenne de 0,3 m. Il est constitué de loam sableux, de couleur brun chocolat en raison d'une légère argile (altération, formation du sol). Il contient parfois des morceaux de gravats individuels et des blocs plus petits.

• Couche VIII.  La couche noire (0,1 à 0,3 m d'épaisseur) est constituée d'une argile sableuse, légèrement riche en humus, de couleur gris-brun foncé, gris foncé à noir, fortement parsemée de cendres et de charbon d'os, qui est exempte de débris rocheux.

• Couche VII. La couche brune supérieure (1,5 à 2,0 m d'épaisseur). C'est une argile sableuse et squelettique. En plus des débris d'altération, il contient les blocs effondrés de l'Abri.

• Couche VI. La couche jaune. D'une épaisseur pouvant atteindre 3 m, il s'agit d'un limon soufflé. Il est enrichi de débris fins altérés par le gel et, vers le sommet, de blocs de plus en plus effondrés.

• Couche V.  Dite « couche rongeur ». Cette couche de 0,2 à 1,0 m d'épaisseur recouvre comme une couverture toutes les parties les plus anciennes. Dans les dépressions ou sur les surfaces inclinées, son épaisseur est plus importante. Il s'agit d'un limon jaune-brun qui forme la matrice d'un squelette composé de débris rocheux à grains fins et d'innombrables restes squelettiques. Ces derniers proviennent de mammifères de petite et moyenne taille, notamment de petits mammifères, de chauves-souris et d’autres petits vertébrés. Ils proviennent principalement de pelotes d'oiseaux de proie (hiboux), tandis que les restes de chauves-souris proviennent principalement d'habitants des grottes. Les restes squelettiques plus gros sont mordus et se présentent sous forme d'échardes. La partie supérieure de la couche des rongeurs devient de plus en plus humifère et est donc de couleur grise (Va).

• Couche IV. Couche noir-gris (0,1 – 0,5 m d’épaisseur).

• Couche III. Les couches gris-brun (0,2 à 0,4 m d'épaisseur) représentent un horizon de surface riche en humus constitué d'une matrice limoneuse et d'un squelette à grains fins.

• Couche II.  Au-dessus du limon riche en débris fins, un autre horizon de surface riche en humus s'est développé (épaisseur totale 0,5 m).

• Couche I. Au-dessus se trouvaient d'énormes décombres médiévaux jusqu'à 3.
Apparemment, la couche XI comprend la partie inférieure/la plus ancienne du début du Weichsélien glaciaire (au sens des cycles Ia2 à IIb du lac Aschersleben). De plus grandes lacunes de sédimentation marquent l'horizon ; ainsi, il n'y a aucune indication du stade particulièrement froid autour de 55 000 à 65 000. La couche XI contient l'inventaire Ranis 1. Les couches X, IX et VIII contiennent les inventaires Ranis 2 et 3. Étant donné que Ranis 2 est censé avoir le même âge 14C que les découvertes parallèles dans la grotte de Nietoperzowa près de Cracovie (horizon 6), il doit être daté d'environ 38 000 ans. Ainsi, sur la base de cette seule comparaison, les couches VIII à X pourraient être classées comme appartenant au début du Weichsélien moyen ou à la deuxième section du Weichsélien précoce glaciaire (au sens des cycles III, IVa, IVb, V du lac Aschersleben). La formation du sol dans la couche IX correspond à l'un des interstades (Moershoofd, Hengelo ?). L'horizon d'argile brune avec les blocs du grand effondrement du plafond appartient également à cette période, car le Loess VI avec ses débris de gel et ses matériaux d'effondrement peut être attribué au loess principal du haut glaciaire weichsélien, il y a entre 22 000 et 15 000 ans. La couche de rongeurs V appartient au Tardif Glaciaire et montre des transitions vers l'Holocène (Va), auquel toutes les autres couches sont attribuées.
Il est possible que l'effondrement du grand plafond ne date pas de la période du Weichselien moyen, mais représente en réalité l'événement glaciaire précoce particulier du 5e stade, très froid et relativement humide, entre 55 000 et 65 000 av. J.-C. h. Les inventaires des horizons Ranis 2 et 3 situés sous l'effondrement devraient alors être considérablement plus anciens que 38 000 ans et être attribués au Weichsélien ancien classique tardif (la première section du Weichsélien ancien selon l'interprétation du profil du lac Aschersleben) ! Les inventaires les plus récents sont liés aux couches comme suit : Ranis 4 avec VI, Ranis 5 avec V. Les analyses polliniques des horizons VI à IX indiquent des paysages de steppe ouverte avec des sites boisés isolés, qui, par rapport à l'horizon VI, étaient constitués exclusivement de bouleaux et de pins subordonnés. Dans les horizons VII et VIII, outre ces espèces ligneuses, apparaissent également quelques espèces thermophiles : le noisetier, le chêne et le tilleul. Ceci est inhabituel, du moins pour le Weichsélien moyen dans la chaîne de montagnes basse du nord, mais pas pour les interstades de la première période glaciaire précoce il y a 65 000 ans. Malheureusement, rétrospectivement, aucune indication claire ne peut être trouvée pour une classification exacte des horizons découverts. Outre la classification des horizons trouvés à Ranis 2 et 3, basée sur des comparaisons typologiques d'artefacts en pierre de la période autour de 40 000 av. J.-C., selon des considérations géologiques et une connaissance approfondie du développement du climat du début du Weichselien et des phénomènes géologiques dans la région Elbe-Saale contrôlée par celui-ci, les horizons VII à XI dans leur ensemble seraient datés de la période antérieure à 55 000 av. J.-C. h. lieu:
VII comme argile dolomitique-sableuse, probablement contenant du loess avec le grand effondrement de la couverture dans le 5ème stade particulièrement intense, l'horizon humifère X et la couche IX au-dessus, surimprimés par l'argile, ainsi que la couche noire VIII comme expression des interstades du début du Weichsélien dans le troisième et le quatrième interstade, l'horizon le plus bas XI dans la période précédant immédiatement ces interstades. Une formation de sol gris riche en humus comme celle de la couche X n'a pas été observée au cours de la période weichsélienne depuis le stade compris entre 55 000 et 65 000, qui correspond à la dernière apparition de plantes ligneuses thermophiles. Si l’attribution supposée est correcte, alors les inventaires de Ranis 2 et 3 devraient être un peu plus anciens que 65 000 ans.

## Découvertes archéologiques issues de fouilles dans les années 1930
En bas se trouve l'horizon de découverte Ranis 1 (couche XI), suivi de Ranis 2 (couche X et parties les plus basses de IX), Ranis 3 (couche VIII et parties les plus basses de VII). Ranis 1 et 2 sont des inventaires du Paléolithique moyen supérieur, Ranis 3 représente la transition vers le Paléolithique supérieur. Ranis 4 (couche VI), qui appartient évidemment au Gravettien, et Ranis 5 (couche V), un Magdalénien, sont du Paléolithique supérieur.

### Ranis 1
La couche Ranis 1 n'a livré que quelques artefacts : 6 artefacts en silex, 10 artefacts en quartzite jaunâtre. Ils ont été trouvés très dispersés dans la couche XI (Ranis la, 1b, Ic) et appartiendraient à un inventaire. Mais ce n’est pas tout à fait vrai. Aucun horizon de tassement n’a été observé. Deux extrémités de feuilles de forme bifaciale sont frappantes. L'un a une base transversalement amincie. Il est en silex, comme on le trouve dans le sud de l'Allemagne, et n'est que partiellement retouché sur les bords. Dorsalement et ventralement, il conserve encore de grandes parties de la surface naturelle (écorce). On l'appelle « feuille de hache à main » (Hülle 1977), mais son caractère de pointe de feuille est indubitable. L'autre pointe de la lame était en silex de la Baltique, comme les autres outils en silex. Elle est également pointue à la base, retouchée sur toute sa surface, mais seulement finement retouchée dorsalement sur les deux bords longitudinaux. De plus, quatre éclats de silex apparaissent : un éclat en forme de lame forme un couteau avec un dos naturel et avec des retouches d'usage sur le tranchant. Fragment d'une autre lame avec retouches d'usage, un éclat fin, un éclat à noyau en disque plat large. Parmi les artefacts en quartzite les moins typiques – principalement des débris et des éclats plus grossiers – certaines formes se démarquent. Une pointe grossièrement retouchée en forme de hache à main, un couteau avec un dos naturel et un tranchant retouché, un éclat de noyau de disque avec une base facettée, l'étape restante d'une pierre de noyau en forme de tronc avec une surface de frappe préparée et une surface de travail. Les artefacts en quartzite et en silex de Ranis 1 peuvent être typologiquement évalués comme datant généralement du Paléolithique moyen. Ils ont été classés comme des artefacts mousteriens par Toepfer (Mania et Toepfer 1973). Ils rendent difficile la connexion des deux extrémités des feuilles. Ils se rapprochent de Ranis 2. Apparemment, avec Ranis 1, il existe des vestiges épars d'inventaires culturellement et chronologiquement différents, qui indiquent également de multiples visites à la grotte d'Ilsen au début de la période glaciaire Weichselian.

### Ranis 2
La « couche grise » (X) représente un horizon d’accès intact, qui aujourd’hui serait cependant plus soigneusement fouillé et surtout envasé. Des artefacts ont été déplacés dans les parties basales de cet horizon, probablement à la suite des activités humaines elles-mêmes. À divers endroits, des dalles de grauwacke de Kulm ont été découvertes dans ou sur la couche grise, qui servaient manifestement à paver l'avant-cour accidentée de la grotte. Une cheminée a été retrouvée. Par ailleurs, le charbon de pin et les cendres d'os ou le charbon de bois témoignent d'une utilisation à long terme de la grotte. Il est d'autant plus surprenant qu'aucun chantier n'ait été observé, même sous forme d'accumulations de gravillons, de copeaux et autres déchets issus du traitement de la pierre. Certes, une grande partie des riches restes fauniques sous forme de fragments osseux et de restes dentaires proviennent de déchets alimentaires humains. Les artefacts, par leur composition typologique et leur large dispersion, contrastent avec la période d'occupation certainement plus longue ou avec les nombreux séjours successifs de courte durée dans la grotte d'Ilsen. Ils sont fabriqués en silex de la Baltique. Il y a 63 objets qui ont été retrouvés dispersés à l'entrée de la grotte et dans le parvis. Il s'agit presque exclusivement d'outils tels que des pointes de lame, des pointes à double lame (y compris des pointes Szeleta), des pointes de lame et diverses formes de grattoirs. Les éclats et les noyaux sont en grande partie absents. De plus, il y a 7 poinçons en os et un bâton en ivoire en forme de ciseau. Il n'existe aucune trace de sites de frappe ou de retouche, ni de lieux de travail où ces outils auraient été utilisés, ou bien ils auraient échappé aux capacités d'observation et d'évaluation des fouilleurs de l'époque, qui n'étaient ni spécialisés ni formés à la période paléolithique. Mais selon la monographie, écrite environ 40 ans après la fin des fouilles (Hülle 1977), s'il y a eu des découvertes, au moins aucun artefact n'a été négligé. Certes, le tamisage et la mise en suspension des déchets d'excavation qui ont été déversés sur le parvis apporteraient quelques surprises.

### Ranis 3
Ranis 3 présente encore des accents du Paléolithique moyen (technique du nucléus discoïde, technique de la lame lévalloïde, retouches de surface), mais tend vers l'Aurignacien avec ses outils à lame majoritairement retouchés sur le tranchant (Hahn 1977). Malgré leur retouche de surface, appliquée dorsalement sur une face, les pointes de lame, ou lames pointues, ont une fonction différente, principalement coupante, de celles du Ranis 2, elles aussi symétriques dans le plan. Ceci témoigne de la volonté des fabricants de créer des projectiles symétriques, tant dans leur contour que dans le plan, grâce à une retouche de surface des deux côtés, produisant un effet d'aplatissement. Ils peuvent être utilisés comme renfort de pointe pour lancer des fléchettes. La plupart des extrémités des feuilles étaient probablement utilisées de manière similaire. On suppose que les grandes pointes de lames ont une fonction de coupe plutôt que de grands couteaux. Cependant, avec un hampe appropriée, il est également possible d'utiliser ces pointes extrêmement symétriques et très plates comme renfort de flèche ou de lance. L'objet doit seulement être suffisamment cimenté, à l'exception d'une section étroite de coupe et de pointe, afin d'être protégé de la casse. Les Ranis 2 et 3 n'indiquent pas une utilisation spécifique de l'Ilsenhöhle (« abattoir » – Hülle 1977), mais plutôt une utilisation à plus long terme comme lieu d'hébergement/camping par des groupes de chasseurs qui chassaient dans les steppes et les forêts du parc des environs.

## Résultats des fouilles de 2016 à 2022
Entre 2016 et 2022, le puits principal, creusé entre 1932 et 1938 puis enterré, a de nouveau fait l’objet d’une nouvelle enquête. L’objectif était de vérifier la stratigraphie alors étudiée avec les méthodologies actuellement disponibles, dans l’espoir que, malgré les interventions des années 30, les dépôts restent intacts. Au bas de la séquence de couches, qui a atteint une profondeur de huit mètres, les chercheurs sont tombés sur un rocher de 1,7 mètre d’épaisseur que les excavatrices précédentes avaient évité. Après que la roche ait été disséquée et retirée, des dépôts vierges ont été découverts directement sous cette roche, y compris, pour la première fois, quatre os qui ont été identifiés comme les restes d’Homo sapiens.